# Соколовская, Екатерина Игоревна
Екатери́на И́горевна Соколо́вская (род. 29 февраля 1988, Минск, Беларусь) — российская художница, куратор, арт-критик, скульптор, известна своими тактильными скульптурами и работами, посвящённымпосвящёнными телу, тревожности и чувствительности.
Приглашённый эксперт Всероссийского проекта «Культурный след», определяющего будущее скульптуры в регионах России по предложениям местных жителей (2021).
Работы находятся в частных коллекциях, а также в открытом доступе размещены в публичных коллекциях пространств: комплекс ЭкоСити Мистолово, Сколковский институт науки и технологий. Экспериментальные работы, развивающие «доступную среду» через паблик-арт и сайт-специфичность, были представлены в проекте «Современное искусство в университетах Санкт-Петербурга» и размещены в РГПУ им. А. И. Герцена и Политехническом университете Петра Великого.
Живёт и работает в Москве.

## Биография
Родилась в Минске.
В 2010-2016  училась Санкт-Петербургской государственной художественно-промышленной академии им. А. Штиглица по направлению «архитектурно-декоративная пластика» (скульптура)
2012  находится в резиденции Кшижова, Польша
В 2015 обучается в Академии искусств и дизайна им. Евгения Гепперта во Вроцлаве, Польша.
2016-2017 получает дополнительное образование в  Школе Вовлеченного Искусства «Что Делать», Санкт-Петербург.
В 2018 году принимает участие в конкурсе Открытом архитектурном конкурсе по создания и размещению в Центральных районах малых архитектурных форм, символизирующих историю и культуру Санкт-Петербурга и войдет в каталог конкурса с коллективной работой «Столетие нового человека», размещение которой предполагается в  Прибрежной части Приморского парка Победы, ограниченная Южной дорогой и береговой линией Малой Невки на Крестовском острове.
2018-2020 — Факультет свободных искусств и наук СПбГУ, Санкт-Петербург.
2019 получает первое место конкурса на создание арт-объекта «Вызов», Санкт-Петербург
2020 получает именную стипендию фонда Владимира Потанина, Санкт-Петербург.
Окончила магистерскую программу «Кураторские исследования» на факультете Свободных искусств и наук Санкт-Петербургского государственного университета (Смольный колледж), училась в Школе Вовлеченного Искусства в Санкт-Петербурге,

## Художественная практика
Художница работает с темами восприятия пространства и ненасильственного сосуществования, используя различные медиа, включая инсталляцию, скульптуру, перформанс и видео. В своей художественной практике Екатерина Соколовская развивает тему тактильности и взаимодействия, переопределяя отношение к скульптуре в публичном пространстве при помощи современных материалов и гибких, текущих форм, которые выражают смысловое содержание: прикосновение как метод.
В основе работ — идея трансформации воспоминаний через телесные образы. Такая память — не рутинное запоминание, а глубинная, «живая» память, в которой соприкасаются ощущения тела, пространства и времени. Скульптуры развивают тему памяти тела в ключе экстериоризации сильных эмоций.

## Выставки
2021
«Мыслящие руки касаются друг друга», Основной проект 6-й Уральской Индустриальной биеннале, Екатеринбург
«Создать новый слой», Специальный проект 6-й Уральской Индустриальной биеннале, Тобольск
«Выбирая дистанцию: спекуляции, фейки, прогнозы в эпоху коронацена», Музей Гараж, Москва
«Kiedy formy stają się postawą», Fundacja Villa Sokrates, Krynki
«ХХ: художник/хулиган», Музей стрит-арт и фонд «Четверг»
2020
«Краш», 2-й Кураторский Форум в Санкт-Петербурге (2020);
«Новые имена», Музей нонконформистского искусства, Санкт-Петербург (2020);
«Легкие касания», персональная выставка, Kunsthalle nummer sieben, Санкт-Петербург
2019
OpenOut фестиваль, Тромсе, Норвегия
«Дом на продажу» персональная выставка, Berthold Centre, Санкт-Петербург
«Дон Кихот. Глава, в которой…», музей-квартира Ф. Шаляпина, Санкт-Петербург
2018
«…to meet someone and be completely excited about exchanging of thoughts», галерея FFTN, Санкт-Петербург
«Пространствование», резиденция КвартаРиата, Петергоф
«Сказки Дасии», музей-квартира Ф. Шаляпина, Санкт-Петербург
2017
«Полевые исследования: освободить знание», музей Гараж, Москва
Проект «Искусство, технологии и любовь», резидент КватраРиата, Петергоф
2013 — Проект «Art&Money», резиденция Кшижова, Польша

## Кураторские проекты
2020 — фестиваль «Арт-Проспект2020», Санкт-Петербург, Россия
2020 — «Естественная циркуляция» , Санкт-Петербург, Россия
2020 — Making-Day-to-Day Reality , Форт-Уэрт, США
2019 — «Дон Кихот и все, все, все…» фестиваль перформативного искусства, музей-квартира Ф. Шаляпина, Санкт-Петербург
2019 — ЛЕТНЯЯ ТОСКА, Санкт-Петербург
2018 — Невошедшее, Санкт-Петербур
2018 — Agile gallery
2017-2018 — «Пространствование» в арт-резиденции КвартаРиата

## Награды
Вошла в long-лист всероссийского конкурса молодых художников Nova Art 2021
Номинант премии Сергея Курёхина в категории «Искусство в общественном пространстве» (2020).
Победитель стипендиального конкурса фонда Владимира Потанина 2019—2020.
Победитель конкурса «Вызов» в номинации паблик-арт(2019).
1 место (медаль) «International Artistic Summer, “Krzyżowa” Foundation», Польша (2012).
Специальный приз от New Media Lab во всероссийском конкурсе проектов молодых художников NOVA ART, совместно с Марией Мориной и Мариной Карповой (2021).

## Преподавательская деятельность
Ведет курс «Современная скульптура: материалы и техники» в Школе Дизайна НИУ ВШЭ, преподает в Петербургской школе нового кино.
Автор цикла «Десять лекций о скульптуре» в Мастерской М. К. Аникушина, филиал Государственного музея городской скульптуры.

## Избранная библиография
- Е. Соколовская. Урбанизм и современное искусство: опыт 12-й Манифесты и Петербурга.

## Публикации
- Петербургская art-терапия. Как ГЦСИ Петербурга удалось создать новую культурную географию//Коммерсант
- Татьяна Кирьянова, Екатерина Соколовская и Наталья Тихонова. Справочник
- «Пространствование». Финальная выставка проекта.
- Экспертно-аналитический доклад: Новая культурная география Санкт-Петербурга (ISBN 978-5-9909736-9-5)
- Tzvetnik: This is big big big / This is small small small